# Egzamin (film)
Egzamin (rum. Bacalaureat) – rumuński dramat filmowy z 2016 roku w reżyserii i według scenariusza Cristiana Mungiu, zrealizowany w koprodukcji z Francją i Belgią.
Światowa premiera filmu mała miejsce 19 maja 2016 roku podczas 69. MFF w Cannes, w ramach którego obraz brał udział w konkursie głównym. Na tym festiwalu Mungiu otrzymał nagrodę za najlepszą reżyserię. Następnie film został zaprezentowany na międzynarodowych festiwalach filmowych w Moskwie i Karlowych Warach.
Polska premiera filmu miała miejsce 26 lipca 2016 roku, w ramach 16. MFF Nowe Horyzonty we Wrocławiu. Na ekrany polskich kin film wszedł 25 listopada 2016 roku.

## Obsada
- Adrian Titieni jako Romeo
- Maria-Victoria Dragus jako Eliza
- Rares Andrici jako Marius
- Lia Bugnar jako Magda
- Malina Manovici jako Sandra
- Vlad Ivanov jako Inspektor

i inni

## Produkcja
Zdjęcia kręcono w mieście Victoria (okręg Braszów).

## Nagrody i nominacje
69. Międzynarodowy Festiwal Filmowy w Cannes
- nagroda: najlepszy reżyser − Cristian Mungiu
- nominacja: Złota Palma − Cristian Mungiu

29. ceremonia wręczenia Europejskich Nagród Filmowych
- nominacja: Najlepszy Europejski Reżyser − Cristian Mungiu
- nominacja: Najlepszy Europejski Scenarzysta − Cristian Mungiu
- nominacja: Europejska Nagroda Uniwersytecka − Cristian Mungiu